# Михайло Симеонович
Михайло (Семенович? ) (кінець XIII — початок XIV століття) — князь Глухівський, згаданий у Любецькому синодику без по батькові. Вважається сином князя Симеона Михайловича Глухівського, відомого лише з пізніх родоводів.

## Життєпис
Про життя князя Михайла Глухівського майже немає відомостей. Дослідник історії Новосільського князівства Молчанов звернув увагу на те, що в Любецькому синодику поряд з Олександром (№ 45) записаний поряд князь Михайло Глухівський (№ 44) і припустив, що вони брати та сини Семена Михайловича Глухівського. Зотов прийняв цю версію та розвинув її. На його думку, оскільки Роман Семенович у родоводі показаний сином Семена Михайловича, то він був онуком не Олександра (як вважав Квашнін-Самарін), а Михайла Семеновича.

## Родина
Дружина князя невідома.
У Любецькому синодику згадано сина Михайла Симеон, можливо, тотожного батьку Івана та Романа новосільських.